# Aliment funcional

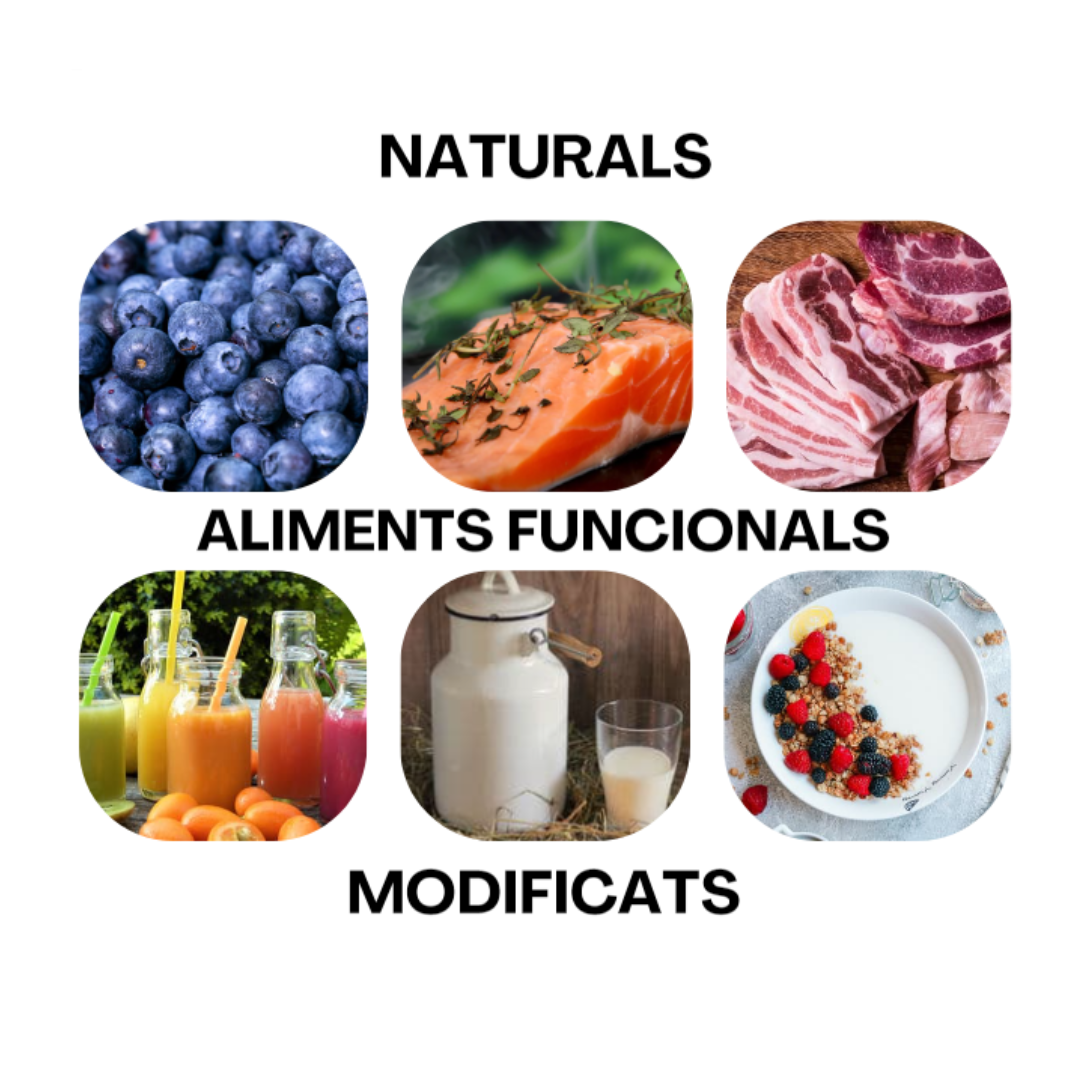
Exemples d'aliments funcionals

Un aliment funcional és aquell que, a més del seu valor nutricional, aporta altres beneficis per a la salut i el benestar, sigui perquè conté components biològicament actius de forma natural (fruites, vegetals, cereals, llet...) o bé per addició durant la seva elaboració (iogurts amb probiòtics, sucs de fruita enriquits amb vitamines...) per millorar el nivell nutricional i qualitat de l'aliment amb l'objectiu d'aportar beneficies fisiològics i prevenir malalties cròniques.
Els aliments funcionals acostumen a estar dissenyats amb l'objectiu de tractar algun problema fisiològic que afecti a la població en general, com reduir el nivell de colesterol en sang o modular la microbiota intestinal. A diferencia dels nutricèutics, no es poden considerar medicaments, ni substituents d’aquests, nomes aporten beneficis extres a part del seu valor nutricional.
Entre els components bioactius més comuns utilitzats per elaborar aliments funcionals es troben els probiòtics i prebiòtics en els productes làctics, antioxidants i vitamines per enriquir sucs de fruites.
Un aliment funcional per poder incloure declaracions nutricionals a la seva etiqueta informativa sobre els beneficis que aporta ha d'haver demostrat clínicament que tingui aquests efectes sobre la salut. Algunes de les probes que calen son demostrar que el component bioactiu o nutrient es troba en l'aliment final en una concentració significativa i que aquest es trobi en una forma assimilable.

## Regulació
Molts dels aliments actuals contenen al seu etiquetatge declaracions nutricionals i es publiciten anunciant les seves propietats saludables. És important que els consumidors puguin comprendre les declaracions dels aliments i que tots els consumidors estiguin protegits de les declaracions enganyoses, de forma que puguin escollir entre els diferents productes amb coneixement de causa.
En aquest context, la Unió Europea ha considerat necessari adoptar normes comunitàries per regular l'ús de la informació que pugui induir els consumidors a error o que atribueixi virtuts medicinals als aliments, amb la finalitat de garantir un funcionament eficaç del mercat interior i garantir la protecció als consumidors. Així es va crear el Reglament 1924/2006 relatiu a les declaracions nutricionals i de propietats saludables dels aliments que harmonitza les disposicions normatives dels estats membres relatives a les declaracions nutricionals, aquelles que indiquen que un aliment té propietats nutricionals benèfiques específiques per l'aportació energètica, els seus nutrients o altres substàncies, i les declaracions de propietats saludables, que indiquen que hi ha una relació entre un aliment i la salut.
El fonament científic ha de ser l'aspecte principal que s'haurà de tenir en compte a l'hora d'emprar declaracions nutricionals i de propietats saludables, i són els explotadors de les empreses alimentàries els que hauran de justificar-les. D'aquesta manera, l'ús de declaracions de propietats saludables en la UE només podrà autoritzar-se després que l'Autoritat Europea de Seguretat Alimentària (EFSA) n'efectuï una avaluació científica al més alt nivell possible.

## Història
El concepte d'aliment funcional va néixer el Japó al voltant dels anys 80 quan les autoritats sanitàries es van adonar que per reduir les despeses sanitàries generades per l'augment de l'esperança de vida havien de millorar la qualitat de vida de la població així impulsant la idea d'aliments dirigits a millorar la salut i/o a reduir el risc de patir malalties.
La generalització dels aliments funcionals prové del major coneixement de la població sobre la nutrició, la necessitat i creixent preocupació dels ciutadans per consumir aliments de major qualitat i amb major aportació nutricional, amb l'objectiu de millorar els seus hàbits diaris, cuidant de la seva salut i reduint el risc a patir malalties cròniques, com les malalties cardiovasculars. Aquesta idea ve impulsada per la preocupació dels professionals sociosanitaris per la creixent incidència en les patologies relacionades amb l'obesitat i pel dèficit de nutrients deguts a uns hàbits d'alimentació no saludables ni equilibrats.

## Objectius dels aliments funcionals
Els aliments funcionals estan directament relacionats amb una nutrició òptima que té com a objectiu millorar la qualitat de vida i el benestar de l'individu, gràcies a que els compostos actius presents modulen els sistemes fisiològics (sistema digestiu, endocrí...) amb l’objectiu de prevenir i/o reduir el risc a patir malalties.
El sistema immunitari pot estar influenciat per iogurts fermentats amb L. acidophilus i B. bifidum. Aquests bacteris presents en productes làctics contribueixen a l'activitat fagocítica dels granulòcits. Altres agents que regulen el sistema immunitari són alguns aminoàcids, minerals, vitamines i àcids grassos.
Amb relació a la hipertensió, que és l'estat en què la pressió arterial es troba en valors iguals o superiors a 140 mmHg i afecta a més de 1.280.000 persones al món segons l'Organització Mundial de la Salut, factors de risc com l'obesitat, la diabetis o la manca d'activitat física poden provocar una acumulació de greix a la paret endotelial, donant lloc a un augment de la pressió arterial. La dieta és un factor clau per controlar la hipertensió, ja que els aliments rics en lípids afavoreixen l'oclusió dels vasos sanguinis. D'altra banda, els aliments rics en àcids grassos poliinsaturats del tipus omega 3, presents en el peix, aquestes substàncies ajuden a dilatar la llum de les artèries, provocant una reducció de la pressió.
Els aliments rics en fibra ajuden a millorar el funcionament intestinal, facilitant el moviment dels aliments a través del tracte gastrointestinal. Un altre punt important sobre la fibra és que pot controlar els nivells de colesterol i glucosa en sang, contribuint al control de l'obesitat i la diabetis.

## Característiques dels aliments funcionals
Aquests aliments han de complir una sèrie de requisits per ser aliments funcionals:
- Han de presentar-se en forma d’aliments pel consum quotidians.

- El seu consum no ha de produir efectes nocius per la salut.
- Ha de tenir propietats nutritives i beneficioses per l'organisme.
- Ha de disminuir i/o prevenir el risc de contraure qualsevol malaltia i a més a més millorar la salut per els individus.
- S'han de poder demostrar els seus efectes beneficiosos, sempre respectant les quantitats que es consumeix normalment en una dieta.
- Aliments adaptats a les necessitats de la població (per exemple embarassades, lactants, esportites)

Aquestes característiques que s'han nombrat anteriorment dels aliments funcionals han de ser observades quan es consumeixen de forma habitual en una dieta equilibrada.

##### Exemple
Tenim que un aliment funcional pot ser el peix, per exemple el salmó, pel seu contingut en omega-3 un aliment tradicional, i un aliment modificat por ser una llet que ha estat modificada per fer-la més rica amb el component d’omega-3.

## Tipus d'Aliments funcionals

### Productes làctics
La majoria dels productes funcionals làctics estan fets a partir de llet fermentada, com els iogurts, enriquida amb diferents components com vitamines, i més important aquells que contenen probiòtics, prebiòtics i simbiòtics per millorar la microbiota intestinal i que dominen aquest mercat pel seu alt valor nutricional. A més, han guanyat una gran acceptació social degut a la diversitat de beneficis que aporten com modulació de la microbiota intestinal, millora de la digestió de la lactosa, reduir l’estrès oxidatiu, prevenció i/o tractament de la diabetis, reducció dels risc a patir patologies cardiovasculars i càncer.
Els aliments funcionals làctics es classifiquen principalment en tres categories:
- Probiòtics
- Prebiòtics
- Simbiòtics: Implica al combinació de probiòtics i prebiòtics, que podem dir que son mescles que són beneficioses per qui ho consumeix, afecta d’una manera beneficiaria, millorant el tracte intestinal.[1]

#### Probiòtics
Els probiòtics són microorganismes vius que no causen cap malaltia, que s'administren per establir un equilibri en l'àmbit microbià, especialment en el tracte gastrointestinal.
Solen està formats per Saccharomyces  o bacteris làctics com Lactobacillus i Bifidobcterium o llevats, es regulen a partir de suplements dietètics i amb els aliments.
Aquest tenen diversos efectes que són beneficiosos com per exemple, regulació de pH intestinal, disminució de la colonització i la invasió de microorganismes que són perjudicials i poden causar una malaltia.
Els requisits dels microorganismes probiòtics són que han de ser d'origen humà, s'ha de demostrar que no tenen un efecte patogen, és a dir que no causen cap malaltia, han de tenir una resistència els processos tencológics (que siguin viables), que resisteixin al pH intestinal i gàstric, ja que es molt àcid, es puguin adherir el teixit epitelial de l'intestí.

#### Prebiòtics
Els prebiòtics són aliments que no es digereixen i aquests tenen un efecte beneficiari per la salut i l'organisme, ja que fa que creixin d’una manera selectiva les espècies que estan en el còlon i que milloren la salut augmentant aquests bacteris que són beneficiosos i reduint presència de bacteris nocius i millorant la composició de la microbiota, milloren els nivells de glucosa i ajuden a reduir el colesterol.
| Prebiòtic        | Aliment Funcional         |
| ---------------- | ------------------------- |
| Insulina         | Begudes làctiques, Iogurt |
| Oligofructosa    | Iogurt                    |
| Fibra d'espàrrec | Iogurt                    |

### Cereals
Els cereals, com el blat, la civada o el mill, es consideren aliments funcionals naturals degut al seu contingut en antioxidants, fibres, proteines, vitamines i minerals, i a components bioactius com els carotenoides, fenols, acid linoleic o fitoestrògens que en conjunció poden reduir el risc a patir malalties cròniques com l'arterioesclerosi o la diabetis, a més d'aportar altres beneficis com la reducció de colesterol i protecció del sistema gastrointestinal.
| Component Bioactiu      | Funció Principal                    | Altres Funcions                    |
| ----------------------- | ----------------------------------- | ---------------------------------- |
| Carotenoides            | Antioxidant                         | Activitat provitamina A            |
| Fitoestrògens           | Antioxidant                         |                                    |
| Fibra soluble           | Reducció de l'índex glucèmic        | Alenteix la digestió i l'absorció  |
| Polifenols              | Antioxidant                         |                                    |
| Àcid fític              | Antioxidant                         | Reducció de l'absorció de minerals |
| Oligosacàrids de xilosa | Regulació de la secreció d'insulina |                                    |

L’arròs té una importància global sent la base principal d’alimentació en varis països i conté components bioactius i propietats nutricèutiques de forma natural, especialment l'arròs morè o integral. Aquest té un major contingut de sucres naturals, evitant la necessitat d’addicionar sucres durant l’elaboració dels productes, i major contingut proteic, com les albúmines i menys components del gluten, millorant la biodisponibilitat de les proteïnes. A més, l’arròs morè té propietats antioxidants degut al seu contingut en fenols que permeten el control de radicals lliures disminuint l'estrès oxidatiu.

### Fruites i Vegetals
Les fruites i els vegetals son rics en una gran diversitat de compostos biològicament actius i nutrients, fent-los un element essencial en la dieta per si mateixos i també son un ingredient clau a l'hora d'augmentar el valor nutricional d'un producte. Entre els compostos funcionals destaquen els fenols que tenen activitat antioxidant. Els fenols més comuns dels vegetals son els flavonoides, antioxidants que confereixen protecció en front de les especies reactives d’oxigen (ROS), alguns poden tenir un efecte hipoglicèmic i propietats antifúngiques, antimicrobianes i antivíriques.
Respecte al seu contingut en carbohidrats destaquen la glucosa i fructosa, i fibres de cel·lulosa i lignina que no es poden digerir, però ajuden a millorar el transit intestinal i fibres de pectina que sí son digeribles i contribueixen en l’assimilació de glucosa, disminució del nivell de colesterol en sang i actuació com a prebiòtic per millorar la microbiota intestinal.
Una de les vitamines més importants de les fruites son aquelles que no podem sintetitzar-la nosaltres mateixos, pel que necessitem incorporar-les a traves de la dieta, és el cas de l’ascorbat (vitamina C) i de les vitamines B. La vitamina C està involucrada en la síntesis de colesterol i la seva deficiència pot provocar escorbut. El grup de les vitamines B té un paper important en la salut humana doncs la deficiència d’aquesta pot acabar en varis trastorns, com debilitat general i fatiga crònica.

### Peix i marisc a la dieta mediterrània
Els peixos i els mariscs estan presents en molts plats dels països vorejats pel mar Mediterrani. Aquest tipus de carn és una rica font de proteïnes d'alt valor biològic, minerals i àcids grassos essencials del tipus omega 3, destacant els AGE: àcid ecosapentaenoic (EPA) i àcid decosahexaenoic (DHA) i vitamines. No obstant això, els hidrats de carboni estan presents en concentracions baixes en peixos i mariscs, amb valors inferiors al 0,8% (en comparació amb 100 g de carn).
La constitució nutricional dels peixos varia segons: l'espècie, l'edat, el medi on viu, el tipus d'aliment i el moment de captura.
```
Segons la Cartilha de RECOMENDACIONS DIETÈTICAS SALUDABLES I SOSTENIBLES del Ministeri de Consum del govern espanyol, es recomana que durant la setmana fem de 3 a 4 àpats amb peix blau o 
peix
 de baix impacte ambiental.
[
16
]
```

Les carns marines són riques en àcids grassos solubles, principalment omega 3. Els principals AGE derivats dels omega 3 són: àcid ecosapentaenoic (EPA) i àcid decosahexaenoic (DHA) i àcid α-linoleic (ALA). Són molt importants ja que ajuden en el tractament de malalties cardiovasculars, processos inflamatoris, obesitat i diabetis.
Les proteïnes són els principals constituents dels músculs i teixits, garantint la seva contractilitat i suport. En la majoria dels peixos, les proteïnes tenen un alt valor biològic i són fàcilment digeribles(5). Entre els grups de peixos, el tipus que té més concentració de proteïnes és la tonyina, que pertany al grup dels peixos “blaus”. Conté al voltant d'un 23% de proteïnes.
El peix també conté vitamines, principalment del complex B, principalment B1, B2 i B3. Els mariscs són bones fonts de vitamina B12. Altres vitamines presents en aquest tipus de carn són les vitamines liposolubles A i D.
Les vitamines són importants per al cos humà ja que ajuden a l'absorció de substàncies i també es poden utilitzar com a cofactor d'enzims.
Els minerals també estan presents a la carn que s'elimina del mar. Destaquen el potassi, el sodi, el calci, el iode, el ferro i el fòsfor. Les seves quantitats varien d'espècie a espècie. El calci és el component principal del teixit ossi i també té un paper en la contracció muscular. El ferro s'uneix a l'hemoglobina dels glòbuls vermells, ajudant a transportar l'oxigen. El iode és el component principal de les hormones tiroïdals

### Olis i greixos
Els olis i greixos son essencials per a la nostre salut ja que intervenen en la composició de les membranes cel·lulars i estructures nuclears.
Dels greixos s'ha de fer un consum moderat ja que són molt calòrics. Els d’origen vegetal són més saludables que els d’origen animal com a exemple podríem dir l’oli d’oliva verge. Aquest es ric en greixos monoisaturats  i antioxidant recomenat tant cru com cuinat, presenta propietats cardiosaludables ja que afecta en la regulació dels nivells de colesterol en sang.
Greixos mes sòlids, tenen efectes negatius sobre el perfil lipídic, perquè afavoreixen el desenvolupament de malalties cardiovasculars. Aquest tipus de greixos són els que es fan servir en l'elaboració de plats congelats preparats i en la brioixeria industrial.
Els àcids grassos com l'omega 3, àcid gras DHA que aquests els trobem en els olis dels peixos te un impacte beneficiós per reduir malalties carioavsculars i millora les funcions mentals i visuals.
Àcid linoleic Formatge, millora la composició corporal i redueix el risc de certs tipus de càncer.

### Càrnics
La carn es pot considerar un aliment funcional en si mateixa per la seva composició que aporta beneficis sobre la salut, com la prevenció de malalties, i al seu contingut en proteïnes, vitamines (sobretot vitamina B) i minerals (ferro, zinc). Actualment, també es comercialitzen carns baixes en greixos o totalment lliure d’aquestes, i més recentment s'han anat introduint més components funcionals a la carn com fibres, proteïnes vegetals, antioxidants i probiòtics amb els objectius de mantenir el nivell de colesterol, regular el sistema digestiu o reduir el risc de malalties cardiovasculars.
Els aliments funcionals carnis actuals es basen principalment en:
- Reducció de colesterol, sucres, al·lèrgens...
- Reducció d'additius: fosfats, nitrats de sodi, lactosa, gluten...
- Alteració del contingut en greixos: modificació, reducció o selecció dels àcids grassos per altres més saludables.
- Addició de proteïnes vegetals: ajuden a reduir el colesterol i milloren la qualitat proteica.
- Addició de probiòtics, prebiotics, fibres, vitamines, minerals...

##### Components bioactius de la carn
A la carn es troben de forma natural components bioactius com l'àcid linoleic conjugat, carnosina, creatina, anserina i L-carnitina que son beneficiosos per la salut al tractar-se d'agents anticancerosos, antioxidants o reguladors del colesterol.
| Component Bioactiu     | Funció Principal     | Altres Funcions                                                                                 |
| ---------------------- | -------------------- | ----------------------------------------------------------------------------------------------- |
| Àcid linoleic conjugat | Anticancerígen       | Antioxidant, control de l'obesitat, metabolisme dels ossos i reducció del risc a patir diabetes |
| Carnosina              | Antioxidant          |                                                                                                 |
| Anserina               | Antioxidant          |                                                                                                 |
| L-Carnitina            | Producció energètica | Reducció del colesterol, recuperació després d'un període de fatiga                             |

### Fongs
Les proteïnes dels fongs solen tenir un perfil d'aminoàcids essencials complet, que pot cobrir els requeriments dietètics, i té tenir avantatges econòmics en comparació amb les fonts animals i vegetals. Tenen la capacitar de créixer en residus agroindústrials, com a cultius submergits, aconseguint alts rendiments en un curt període.
Els fongs comestibles es poden processar per obtenir una gran varietat de productes alimentaris enriquits amb proteïnes d'alta qualitat, que també poden tenir propietats funcionals millorades, donant-los un valor afegit.
Els fongs aporten compostos fenòlics, vitamina C i E, carotenoides i tenen propietats antioxidants, el cos humà produeix radicals lliures (molècules reactives i inestables) i aquests aliments ens ajuden a reduir aquests radicals.
També tenen efectes en el sistema immunitari i propietats antitumorals en el cas dels bolets, afavorint la funció del sistema immunitari per ajudar les defenses naturals amb una alimentació saludable.
Els fongs influeixen en la immunitat mitjançant l'activació de components del sistema immunitari innat com les cèl·lules Natural killer, limfòcits, neutròfils o macròfags que activen les cèl·lules que produeixen anticossos de la immunitat adaptativa.
Els fongs i els seus compostos bioactius també poden exercir aquest efecte afavorint l'augment de la maduració i la funció de les cèl·lules presentadores d'antigen.

## Compostos funcionals

### Àcids grassos
Els àcids grassos (AG) contribueixen a la regulació del metabolisme de diverses maneres. Aquests inclouen reduir els nivells de colesterol, millorar la resposta immune i també actuar com a antioxidant.
Els àcids grassos que estan presents a les membranes plasmàtiques de cèl·lules i orgànuls s'anomenen àcids grassos essencials (AGE) i a partir d'ells poden originar productes amb accions fisiològiques. Entre els AGEs més importants es troben els que presenten insaturacions, aquestes es poden anomenar omega. Les seves funcions a les cèl·lules poden ser la producció d'energia, actuant com a segon missatger, a més d'influir en els fluids de la membrana (3). El seu metabolisme per determinats enzims dona lloc a productes amb accions antiinflamatòries, cardioprotectores, anticoagulants i vasodilatadores.
Dos àcids grassos poliinsaturats són l'àcid linoleic i l'àcid α-linoleic. Tots dos tenen una seqüència de metabolització que pot generar productes amb accions tant proinflamatòries com antiinflamatòries, la metabolització d'aquest genera els productes: àcid ecosapentaenoic (EPA) i àcid decosahexaenoic (DHA). AA, EPA i DHA poden generar productes proinflamatoris amb prostaglandines (PGs), tramboxans (TXs), lipoxines (LXS) entre d'altres.
L'acció dels àcids grassos en l'organisme ajuda a controlar malalties com: obesitat, diabetis, hipertensió, esquizofrènia, Auzhheimer i altres.

### Calci
El calci és un mineral, el cos el necessita per poder tenir uns ossos forts i a més a més participa en diferents processos importants, és el mineral que predomina en l'organisme.
La quantitat de calci va en funció de l'edat i sexe.
| Etapa de la vida                                    | límit màxim |
| --------------------------------------------------- | ----------- |
| Nados fins 6 messos                                 | 1.000mg     |
| Nadons 7 a 12 messos                                | 1.500mg     |
| Nens 1-8 anys                                       | 2.5000mg    |
| Nens 9-18 anys                                      | 3.000mg     |
| Adults 19-50 anys                                   | 2.500mg     |
| Adults majors 50 anys                               | 2000mg      |
| Adolescents, embarassades i en període de lactància | 3.000mg     |
| Adultes embarassades i en període de lactància      | 2.500mg     |

L'evidencia científica que parlar sobre els beneficis del calci es que participa en la salut dental i ossos i prevenció de l'ostoeporosisi, protegeix davant dels problemes d'hipertensió i cardiovasculars, infeccions gastrointestinals i pedres en el ronyó.

### Fibres
Les fibres són hidrats de carboni que tenen 3 classificacions segons les seves propietats. Poden ser dels següents tipus: Fibra dietètica, fibra insoluble i fibra soluble.
Les fibres dietètiques són les fermentades pels bacteris i les digerides pels enzims.
Les fibres insolubles són les que contribueixen a la coca fecal i a la motilitat dels aliments en el tracte digestiu.
Les fibres solubles tenen la capacitat de retenir aigua, formant un gel. Aquest gel té una funció laxant.